# Jerry Marven Merveille
Jerry Marven Merveille (Puerto Príncipe, 12 de enero de 1996) es un jugador de fútbol haitiano. Forma parte de la Selección de fútbol de Haití, y su más reciente club el UE Costa Brava de la primera División RFEF de España. Su posición en campo es Lateral izquierdo.

## Trayectoria deportiva

### Comienzos
En 2010, sus habilidades y potencial en el campo no pasaron desapercibidos para el cuerpo técnico. A la edad de 14 años, en su último año de secundaria, ya jugaba con los muchachos del equipo universitario de la escuela secundaria Sewhanaka durante dos años antes de regresar a Haití. Durante los siguientes tres años de escuela secundaria, fue nombrado capitán del equipo de fútbol Morning Star Christian Academy. Durante este tiempo jugó como mediocampista y lateral izquierdo, donde trajo alegría y dejó atónita a la afición después de cada partido. Cada temporada, eligió al "mejor jugador del torneo" y al "máximo goleador" de los tres años.

### Carrera universitaria
Jerry fue reclutado por Whatcom Community College, donde jugó durante dos años con el entrenador Jason Jorgensen. Fue el capitán de Whatcom donde disputó 15 partidos (14 como titular). Jerry fue el primer jugador en la historia de la NWAACC que recibió una convocatoria para la Selección Nacional Sub-23 de Haití.

### Carrera Internacional
Jerry fue convocado por la Selección Sub-23 de Haití para un partido amistoso contra la Universidad de Boston el 3 de septiembre de 2017. Debutó allí donde jugó 15 minutos.
Selección absoluta de Haití
En marzo de 2021, Jerry fue convocado para participar en la fase de grupos de clasificación para la Copa Mundial. Fue convocado para dos juegos Belice y Santa Lucía.

## Vida personal
Jerry Marven Merveille es el tercero de tres hijos, sus dos hermanos mayores, Reginald y Pascal. Siendo el último hijo de Patrick Merveille y Germaine Merveille. 

## Palmarés
- FC Shana  (16 goles, 2011/2013)
- Selección Nacional Haiti U23 ( 2017)
- AD Alcorcón  (2 goles, 2018/2020)
- UE Costa Brava ( 2020/2021)
- Selección Nacional Haiti  ( 2021)

## Clubes
| Club           | País   | Año       |
| -------------- | ------ | --------- |
| AD Alcorcón C  | España | 2018-2020 |
| UE Costa Brava | España | 2020-2022 |
| Palamós CF     | España | 2022-     |